# Kyle Lowry
Pour les articles homonymes, voir Lowry.
Kyle Lowry, né le 25 mars 1986 à Philadelphie en Pennsylvanie, est un joueur américain de basket-ball évoluant aux 76ers de Philadelphie au poste de meneur.

## Biographie

### Jeunesse
Né et élevé dans le quartier de North Philadelphia, Kyle est un des deux fils de Marie Holloway et Lonnie Lowry Sr. Son frère, Loonie Jr., a cinq ans de plus que lui. Son père réside à dix minutes de la maison familiale. Mais il abandonne la famille alors que Kyle a sept ans, laissant lui et son frère se faire élever par leur mère et leur grand-mère qui, elle, était stricte. L'aîné apprend au cadet à jouer au basket-ball, notamment contre des gars plus âgées, et de ne pas suivre le même chemin certains de leurs amis ainsi celui de leur père. Loonie Jr. a aussi recherché dans des journaux des camps de basket-ball de la Amateur Athletic Union pour s'assure que Kyle puisse être engagé par l'une d'elles.
Kyle Lowry étudie à la Cardinal Dougherty High School à Philadelphie et joue au poste de meneur. Lowry joue ensuite 2 saisons en NCAA pour les Wildcats de Villanova, notamment avec Randy Foye futur joueur drafté par la NBA ; néanmoins Villanova échoue dans le March Madness 2006 contre l'équipe des Florida Gators de Joakim Noah et Al Horford, future championne. 

### Carrière professionnelle

#### Grizzlies de Memphis (2006-fév. 2009)
Kyle Lowry est choisi en 24e position par les Grizzlies de Memphis en 2006. Lors de sa première saison, il ne joue que dix matchs à cause d'une fracture au poignet.
La saison suivante, Kyle Lowry enregistre une performance de 14 points, 9 rebonds et 9 passes contre les Hornets de la Nouvelle-Orléans.
Avec l'arrivée de Lionel Hollins comme entraîneur en janvier 2009, le temps de jeu de Lowry diminue et il est transféré.

#### Rockets de Houston (fév. 2009-2012)
Le 19 février 2009, il est envoyé aux Rockets de Houston.
Condamné au rôle de remplaçant d'Aaron Brooks lors de sa première saison et demi à Houston, il profite de la blessure de ce dernier lors du début de la saison 2010-2011 pour s'imposer comme titulaire. Il reste dans le cinq de départ après le retour de blessure de Brooks, emmenant même le transfert de celui-ci aux Suns de Phoenix.
Devenu alors le titulaire indiscutable, il explose aux yeux du grand public. Le 20 mars 2011, il enregistre son premier triple-double avec 28 points, 10 passes et rebonds contre le Jazz de l'Utah. Le 21 mars 2011, il est élu joueur de la semaine du 14 au 20 mars pour la conférence Ouest, pour des moyennes de 19,3 points, 7,5 passes, 7,3 rebonds tout en tirant à 53 % dont 45 % à trois points.

#### Raptors de Toronto (2012-2021)
Après quatre saisons à Houston, il est envoyé aux Raptors de Toronto, le 5 juillet 2012, en échange de Gary Forbes et d'un futur premier tour de draft.
Sa première saison se finit en demi-teinte dans l'ombre de José Calderon, le meneur titulaire, et les Raptors terminent à la 10e place de la conférence Est.
Lors de la saison 2013-2014, grâce au départ de Calderon à Détroit dans le cadre du transfert de Rudy Gay à Toronto, puis au départ de ce dernier à Sacramento, Kyle Lowry s'impose comme un des leaders de l'équipe avec DeMar DeRozan. Il bat ses records de minutes jouées par match (36), de points marqués par match (17,9), de passes décisives (7,4) et de rebonds (4,7). Il est nommé meilleur joueur de la conférence Est pour la semaine du 27 janvier au 2 février. Le duo Lowry-DeRozan emmène Toronto vers une qualification en playoffs en terminant 3e de la conférence Est et 1er de la division Atlantique (48V-38D, meilleur bilan depuis la création de la franchise).
Les Raptors affrontent les Nets de Brooklyn au 1er tour des playoffs dans une série particulièrement disputée. Kyle Lowry y inscrit 21,1 points de moyenne, 4,7 passes et 4,7 rebonds (40 % aux tirs). Lors du match 7 décisif, il reste six secondes à jouer et les Nets mènent 104-103, avec la possession de balle pour Toronto : Kyle Lowry reçoit le ballon et attaque en tête de raquette, se faufile entre Kevin Garnett et Alan Anderson avant de prendre un tir finalement contré au buzzer par Paul Pierce. Les Raptors sont éliminés alors que pour beaucoup d'observateurs, Kyle Lowry aurait pu bénéficier de deux lancers francs à la suite d'une faute de Garnett.
Lors de la saison 2014-2015, Kyle Lowry est sélectionné pour le cinq de départ du All-Star Game. Cette saison, les Raptors de Toronto se qualifient pour les playoffs avec un bilan de 49 victoires pour 33 défaites (Kyle Lowry y participe grandement avec des moyennes de 17 points, 4 rebonds et 6 passes décisives par matches). Les Raptors sont éliminés 4-0 dès le premier tour par les Wizards de Washington. Pour la deuxième saison de suite, Kyle Lowry est sélectionné dans le cinq de départ du All-Star Game 2016 qui se déroule à Toronto. 
La saison 2015-2016 est très bonne statistiquement avec plus de 21 points, presque 5 rebonds, 6 passes décisives et 2 interceptions par match, ce qui lui vaut d'être sélectionné dans le troisième meilleur cinq de la ligue.
Les Raptors se qualifient pour les playoffs avec un bilan de 56 victoires pour 26 défaites (nouveau record de franchise). Au premier tour face aux Pacers de l'Indiana, Lowry réalise des mauvais matches avec un faible pourcentage au tir, mais les Raptors remportent la série en 7 manches. Au deuxième tour, face au Heat de Miami, Lowry inscrit un 3 points de la moitié du terrain au buzzer pour forcer la prolongation (les Raptors perdent toutefois ce premier match 96 à 102). Lors de la 5e manche, à Toronto, Kyle Lowry inscrit un 3 points important à 52 secondes de la fin du temps réglementaire, ce qui permet aux Raptors de Toronto de mener 93 à 87. Les Raptors remportent la série 4 victoires à 3. En finale de conférence face aux Cavaliers de Cleveland, Lowry a un mauvais pourcentage au tir mais réalise deux bonnes rencontres lors des deux victoires de Toronto face. Lowry inscrit 36 points dans la 6e manche, perdue face aux Cavs.
La saison 2016-2017 est sa meilleure statistiquement. Le 28 novembre 2016, Lowry établit un record de franchise en inscrivant six trois points sur 24 dans une victoire 122 à 95 contre les 76ers de Philadelphie. Le 1er janvier 2017, il marque 20 de ses 41 points, son record de la saison, dans le quatrième quart-temps pour une victoire 123 à 114 des Raptors sur les Lakers de Los Angeles (il prend également 9 rebonds et fait 7 passes décisives). Le 5 avril 2017, revenant d'une absence de 18 matchs avec une blessure au poignet, il joue 42 minutes, totalisant 27 points et 10 passes décisives pour aider les Raptors à remonter un déficit de 20 points en première mi-temps sur une victoire de 105-102 sur les Pistons de Detroit.
Au deuxième tour de la série éliminatoire des Raptors contre les Cavaliers de Cleveland, Lowry se foule la cheville gauche au troisième quart du deuxième match et aggrave sa blessure alors qu’il tente de s’échauffer pour le troisième match. Avec une quatrième défaite sur le score de 109-102 contre les Cavaliers lors du quatrième match, les Raptors se font balayer hors des playoffs. À la suite de cette élimination, Lowry décline son option de joueur de 12 millions de dollars pour la saison 2017-2018 et est devenu un agent libre sans restriction.
Avant de commencer la saison 2017-2018 Lowry signe le 7 juillet 2017 un nouveau contrat avec les Raptors de trois ans d'une valeur de 100 millions de dollars. Le 27 octobre 2017, il enregistre son premier triple-double de la saison et son huitième en tant que Raptor avec 11 points, 12 passes décisives et 10 rebonds dans une victoire 101 à 92 sur les Lakers de Los Angeles. Le 23 janvier 2018, il est sélectionné comme remplaçant pour le match NBA All-Star Game 2018, marquant ainsi sa quatrième sélection consécutive. 
Dans le deuxième match de la série éliminatoire du premier tour des Raptors contre les Wizards de Washington, Lowry inscrit 13 points et 12 passes décisives, son record en playoffs, et Toronto prend une avance de 2–0 en playoffs pour la première fois de l'histoire de la franchise avec une victoire de 130-119. Au deuxième tour, les Raptors sont balayés pour la deuxième année consécutive par les Cavaliers de Cleveland.
Le 22 novembre 2021, Kyle Lowry mentionne à Undefeated qu'il allait signer un contrat d'un jour avec les Raptors de Toronto pour qu'il puisse prendre sa retraite. Selon Lowry, les années qu'il a passé avec les Raptors sont les meilleures années de sa carrière, à ce jour.

#### Heat de Miami (2021-jan. 2024)
Agent libre à l'été 2021, Kyle Lowry débarque au Heat de Miami pour un contrat de 90 millions de dollars sur trois ans via un sign-and-trade.

#### 76ers de Philadelphie (depuis février 2024)
En janvier 2024, il est échangé aux Hornets de Charlotte contre Terry Rozier. Il négocie un buy-out puis signe un contrat avec les 76ers de Philadelphie.

## Palmarès

### En franchise
- Champion NBA en 2019 avec les Raptors de Toronto.
- Champion de Conférence Est avec Raptors de Toronto en 2019.
- Champion de la Conférence Est en 2023 avec le Heat de Miami.

### Sélection nationale
- Médaille d'or aux Jeux olympiques de 2016.

### Distinctions personnelles
- 6 sélections au NBA All-Star Game en 2015, 2016, 2017, 2018, 2019 et 2020
- All-NBA Third Team 2016
- Élu joueur du mois de la conférence Est en janvier 2016 (avec son coéquipier DeMar DeRozan)[17]

## Statistiques
gras = ses meilleures performances

### Universitaires
| Saison    | Équipe    | Matchs | Titul. | Min./m | % Tir | % 3pts | % LF | Rbds/m. | Pass/m. | Int/m. | Ctr/m. | Pts/m. |
| --------- | --------- | ------ | ------ | ------ | ----- | ------ | ---- | ------- | ------- | ------ | ------ | ------ |
| 2004-2005 | Villanova | 24     | 5      | 23,2   | 42,1  | 22,7   | 63,5 | 3,17    | 2,04    | 1,29   | 0,21   | 7,50   |
| 2005-2006 | Villanova | 33     | 31     | 29,3   | 46,6  | 44,4   | 78,6 | 4,33    | 3,70    | 2,33   | 0,24   | 11,00  |
| Carrière  | Carrière  | 57     | 36     | 26,7   | 44,9  | 32,5   | 73,7 | 3,84    | 3,00    | 1,89   | 0,23   | 9,53   |

### Professionnelles

#### Saison régulière
Légende :
| Champion NBA |

Les statistiques de Kyle Lowry en saison régulière de NBA sont les suivantes :
| Saison        | Équipe        | Matchs | Titul. | Min./m | % Tir | % 3pts | % LF | Rbds/m. | Pass/m. | Int/m. | Ctr/m. | Pts/m. |
| ------------- | ------------- | ------ | ------ | ------ | ----- | ------ | ---- | ------- | ------- | ------ | ------ | ------ |
| 2006-2007     | Memphis       | 10     | 0      | 17,5   | 36,8  | 37,5   | 89,3 | 3,10    | 3,20    | 1,40   | 0,10   | 5,60   |
| 2007-2008     | Memphis       | 82     | 9      | 25,5   | 43,2  | 25,7   | 69,8 | 3,05    | 3,61    | 1,12   | 0,27   | 9,65   |
| 2008-2009     | Memphis       | 49     | 21     | 21,9   | 41,2  | 24,6   | 80,1 | 2,27    | 3,63    | 0,98   | 0,16   | 7,55   |
| 2008-2009     | Houston       | 28     | 0      | 21,7   | 47,5  | 27,6   | 80,0 | 2,79    | 3,46    | 0,75   | 0,32   | 7,64   |
| 2009-2010     | Houston       | 68     | 0      | 24,3   | 39,7  | 27,2   | 82,7 | 3,63    | 4,49    | 0,88   | 0,13   | 9,12   |
| 2010-2011     | Houston       | 75     | 71     | 34,2   | 42,6  | 37,6   | 76,5 | 4,12    | 6,67    | 1,36   | 0,31   | 13,48  |
| 2011-2012     | Houston       | 47     | 38     | 32,1   | 40,9  | 37,4   | 86,4 | 4,55    | 6,60    | 1,55   | 0,28   | 14,26  |
| 2012-2013     | Toronto       | 68     | 52     | 29,7   | 40,1  | 36,7   | 79,5 | 4,72    | 6,40    | 1,38   | 0,35   | 11,63  |
| 2013-2014     | Toronto       | 79     | 79     | 36,2   | 42,3  | 38,0   | 81,3 | 4,67    | 7,42    | 1,53   | 0,19   | 17,94  |
| 2014-2015     | Toronto       | 70     | 70     | 34,5   | 41,2  | 33,8   | 80,8 | 4,69    | 6,76    | 1,56   | 0,19   | 17,77  |
| 2015-2016     | Toronto       | 77     | 77     | 37,0   | 42,7  | 38,8   | 81,1 | 4,74    | 6,42    | 2,05   | 0,44   | 21,22  |
| 2016-2017     | Toronto       | 60     | 60     | 37,4   | 46,4  | 41,2   | 81,9 | 4,77    | 6,95    | 1,47   | 0,32   | 22,40  |
| 2017-2018     | Toronto       | 78     | 78     | 32,2   | 42,7  | 39,9   | 85,4 | 5,56    | 6,88    | 1,09   | 0,24   | 16,24  |
| 2018-2019     | Toronto       | 65     | 65     | 34,1   | 41,1  | 34,7   | 83,0 | 4,80    | 8,68    | 1,40   | 0,48   | 14,25  |
| 2019-2020     | Toronto       | 58     | 58     | 36,2   | 41,6  | 35,2   | 85,7 | 5,03    | 7,47    | 1,41   | 0,45   | 19,41  |
| 2020-2021     | Toronto       | 46     | 46     | 34,8   | 43,6  | 39,6   | 87,5 | 5,40    | 7,30    | 1,00   | 0,30   | 17,20  |
| 2021-2022     | Miami         | 63     | 63     | 33,9   | 44,0  | 37,7   | 85,1 | 4,50    | 7,50    | 1,10   | 0,30   | 13,40  |
| 2022-2023     | Miami         | 55     | 44     | 31,2   | 40,4  | 34,5   | 85,9 | 4,10    | 5,10    | 1,00   | 0,40   | 11,20  |
| 2023-2024     | Miami         | 37     | 35     | 28,0   | 42,6  | 38,5   | 83,3 | 3,50    | 4,50    | 1,10   | 0,40   | 8,20   |
| 2023-2024     | Philadelphie  | 23     | 20     | 28,4   | 44,4  | 40,4   | 84,8 | 2,80    | 4,60    | 0,90   | 0,30   | 8,00   |
| 2024-2025     | Philadelphie  | 35     | 12     | 18,8   | 35,0  | 33,0   | 81,8 | 1,90    | 2,70    | 0,90   | 0,30   | 3,90   |
| Carrière      | Carrière      | 1173   | 898    | 31,3   | 42,3  | 36,8   | 81,5 | 4,20    | 6,10    | 1,30   | 0,30   | 13,90  |
| All-Star Game | All-Star Game | 6      | 2      | 22,4   | 35,4  | 27,1   | 100  | 4,33    | 6,67    | 2,33   | 0,17   | 10,50  |

Dernière mise à jour : 15 juillet 2025

#### Playoffs
Les statistiques de Kyle Lowry en playoffs de NBA sont les suivantes :
| Saison   | Équipe       | Matchs | Titul. | Min./m | % Tir | % 3pts | % LF | Rbds/m. | Pass/m. | Int/m. | Ctr/m. | Pts/m. |
| -------- | ------------ | ------ | ------ | ------ | ----- | ------ | ---- | ------- | ------- | ------ | ------ | ------ |
| 2009     | Houston      | 13     | 0      | 19,5   | 33,3  | 25,0   | 74,2 | 2,92    | 2,46    | 0,92   | 0,08   | 5,31   |
| 2014     | Toronto      | 7      | 7      | 38,8   | 40,4  | 39,5   | 87,8 | 4,71    | 4,71    | 0,86   | 0,00   | 21,14  |
| 2015     | Toronto      | 4      | 4      | 32,8   | 31,6  | 21,7   | 72,7 | 5,50    | 4,75    | 1,25   | 0,00   | 12,25  |
| 2016     | Toronto      | 20     | 20     | 38,3   | 39,7  | 30,4   | 75,0 | 4,70    | 5,95    | 1,60   | 0,15   | 19,10  |
| 2017     | Toronto      | 8      | 8      | 37,6   | 46,2  | 34,2   | 81,8 | 3,12    | 5,88    | 1,50   | 0,50   | 15,75  |
| 2018     | Toronto      | 10     | 10     | 36,1   | 50,8  | 44,4   | 81,2 | 4,30    | 8,50    | 1,50   | 0,00   | 17,40  |
| 2019     | Toronto      | 24     | 24     | 37,5   | 43,9  | 35,9   | 80,2 | 4,88    | 6,62    | 1,29   | 0,29   | 15,04  |
| 2020     | Toronto      | 11     | 11     | 37,6   | 41,9  | 31,9   | 80,0 | 6,55    | 5,82    | 1,73   | 0,73   | 17,73  |
| 2022     | Miami        | 10     | 10     | 29,5   | 29,1  | 24,1   | 78,9 | 3,60    | 4,70    | 1,20   | 0,70   | 7,80   |
| 2023     | Miami        | 23     | 1      | 26,1   | 42,5  | 37,5   | 93,9 | 3,50    | 4,40    | 1,00   | 0,60   | 9,20   |
| 2024     | Philadelphie | 6      | 6      | 29,2   | 34,4  | 33,3   | 80,0 | 3,50    | 4,00    | 1,00   | 0,70   | 7,00   |
| Carrière | Carrière     | 136    | 101    | 32,8   | 41,1  | 33,8   | 80,3 | 4,30    | 5,40    | 1,30   | 0,40   | 13,50  |

Dernière mise à jour : 15 juillet 2025

## Records sur une rencontre en NBA
Les records personnels de Kyle Lowry en NBA sont les suivants, :
| Type de statistique        | Saison régulière | Saison régulière       | Saison régulière | Playoffs | Playoffs                | Playoffs         |
| Type de statistique        | Record           | Adversaire             | Date             | Record   | Adversaire              | Date             |
| -------------------------- | ---------------- | ---------------------- | ---------------- | -------- | ----------------------- | ---------------- |
| Points                     | 43               | Cavaliers de Cleveland | 26 février 2016  | 36       | 2 fois                  | 2 fois           |
| Paniers marqués            | 15               | 3 fois                 | 3 fois           | 14       | Cavaliers de Cleveland  | 23 mai 2016      |
| Paniers tentés             | 29               | @ Hornets de Charlotte | 17 décembre 2015 | 27       | @ Heat de Miami         | 13 mai 2016      |
| Paniers à 3 points réussis | 8                | 2 fois                 | 2 fois           | 7        | @ Bucks de Milwaukee    | 15 mai 2019      |
| Paniers à 3 points tentés  | 17               | @ Hornets de Charlotte | 17 décembre 2015 | 12       | Cavaliers de Cleveland  | 27 mai 2016      |
| Lancers francs réussis     | 15               | Cavaliers de Cleveland | 13 janvier 2009  | 12       | Nets de Brooklyn        | 4 mai 2014       |
| Lancers francs tentés      | 16               | 3 fois                 | 3 fois           | 14       | Nets de Brooklyn        | 4 mai 2014       |
| Rebonds offensifs          | 5                | 3 fois                 | 3 fois           | 4        | @ Wizards de Washington | 26 avril 2015    |
| Rebonds défensifs          | 13               | Lakers de Los Angeles  | 1er août 2020    | 10       | 2 fois                  | 2 fois           |
| Rebonds totaux             | 14               | Lakers de Los Angeles  | 1er août 2020    | 11       | @ Celtics de Boston     | 5 septembre 2020 |
| Passes décisives           | 19               | @ Celtics de Boston    | 4 mars 2021      | 12       | Wizards de Washington   | 17 avril 2018    |
| Interceptions              | 7                | Heat de Miami          | 13 mars 2015     | 4        | 6 fois                  | 6 fois           |
| Contres                    | 4                | 2 fois                 | 2 fois           | 3        | Hawks d'Atlanta         | 19 avril 2022    |
| Balles perdues             | 9                | 3 fois                 | 3 fois           | 6        | 3 fois                  | 3 fois           |
| Minutes jouées             | 54               | Wizards de Washington  | 27 février 2014  | 53       | @ Celtics de Boston     | 9 septembre 2020 |

- Double-double : 183 (dont 12 en playoffs)
- Triple-double : 21

Dernière mise à jour : 31 mars 2024

## Salaires

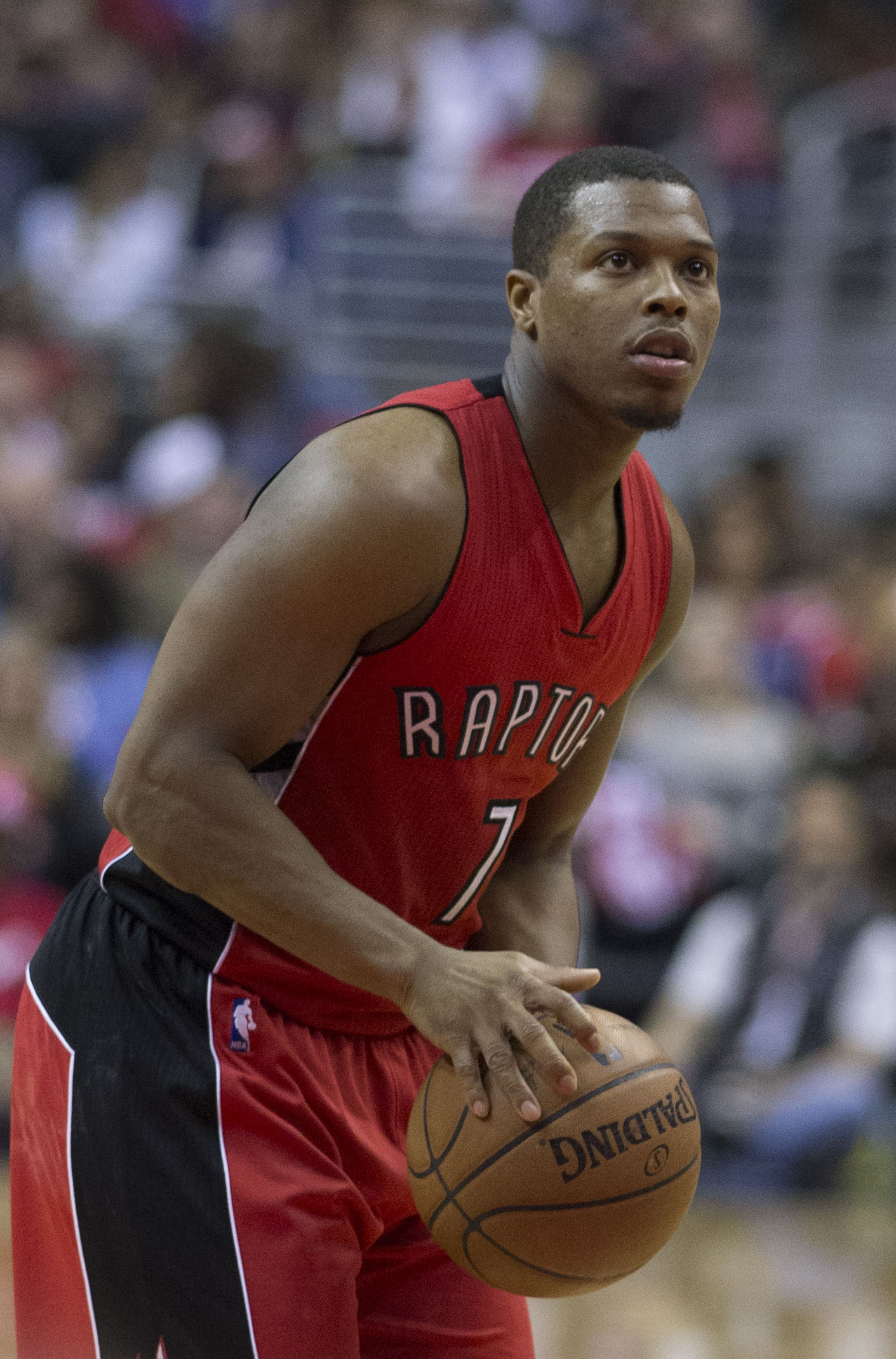
Kyle Lowry en avril 2015

Les gains de Kyle Lowry en NBA sont les suivants :
| Saison      | Équipe               | Salaire       |
| ----------- | -------------------- | ------------- |
| 2006-2007   | Grizzlies de Memphis | 1 011 720 $   |
| 2007-2008   | Grizzlies de Memphis | 1 087 680 $   |
| 2008-2009   | Rockets de Houston   | 1 163 520 $   |
| 2009-2010   | Rockets de Houston   | 2 034 997 $   |
| 2010-2011   | Rockets de Houston   | 5 750 000 $   |
| 2011-2012*  | Rockets de Houston   | 5 750 000 $   |
| 2012-2013   | Raptors de Toronto   | 5 750 000 $   |
| 2013-2014   | Raptors de Toronto   | 6 210 000 $   |
| 2014-2015   | Raptors de Toronto   | 12 000 000 $  |
| 2015-2016   | Raptors de Toronto   | 12 000 000 $  |
| 2016-2017   | Raptors de Toronto   | 12 000 000 $  |
| 2017-2018   | Raptors de Toronto   | 28 703 704 $  |
| 2018-2019   | Raptors de Toronto   | 31 200 000 $  |
| 2019-2020   | Raptors de Toronto   | 33 296 296 $  |
| 2020-2021   | Raptors de Toronto   | 30 500 000 $  |
| 2021-2022   | Heat de Miami        | 26 984 128 $  |
| 2022-2023   | Heat de Miami        | 28 333 334 $  |
| Total Gains | Total Gains          | 243 775 379 $ |
| 2023-2024   | Hornets de Charlotte | 29 682 540 $  |

Note : * En 2011, le salaire moyen d'un joueur évoluant en NBA est de 5 150 000 $.

## Pour approfondir
- Liste des joueurs en NBA ayant joué plus de 1 000 matchs en carrière.
- Liste des meilleurs marqueurs en NBA en carrière.
- Liste des meilleurs marqueurs à trois points en NBA en carrière.
- Liste des meilleurs marqueurs à trois points en NBA en playoffs.
- Liste des meilleurs passeurs en NBA en carrière.
- Liste des joueurs NBA ayant perdu le plus de ballons en carrière.